# I liga urugwajska w piłce nożnej (1931)
| Ostatnie amatorskie mistrzostwa Urugwaju |
| ---------------------------------------- |

- Mistrz Urugwaju 1931: Montevideo Wanderers (ostatni w historii amatorski mistrz Urugwaju)
- Wicemistrz Urugwaju 1931: Club Nacional de Football (ostatni w historii amatorski wicemistrz Urugwaju)
- Spadek do drugiej ligi: Miramar Misiones
- Awans z drugiej ligi: nikt nie awansował

Mistrzostwa Urugwaju w roku 1931 były mistrzostwami rozgrywanymi według systemu, w którym wszystkie kluby rozgrywały ze sobą mecze każdy z każdym u siebie i na wyjeździe, a o tytule mistrza i dalszej kolejności decydowała końcowa tabela. Z ligi spadł jeden klub i ponieważ nikt nie awansował, liga zmniejszyła się z 12 do 11 klubów.
Ogólne zgromadzenie urugwajskiej federacji piłkarskiej AUF (Asocación Uruguaya de Fútbol) utworzyło 29 kwietnia 1932 roku urugwajską ligę zawodową złożoną z 11 klubów które pozostały w pierwszej lidze po sezonie roku 1931.

## Primera División

### Końcowa tabela sezonu 1931
| Poz | Klub                      | Mecze | Zw | Rem | Por | Pkt | BrZd | BrStr |
| --- | ------------------------- | ----- | -- | --- | --- | --- | ---- | ----- |
| 1   | Montevideo Wanderers      | 22    | 17 | 5   | 0   | 39  | 45   | 10    |
| 2   | Club Nacional de Football | 22    | 15 | 6   | 1   | 36  | 49   | 13    |
| 3   | Rampla Juniors            | 22    | 14 | 3   | 5   | 31  | 36   | 23    |
| 4   | CA Peñarol                | 22    | 9  | 8   | 5   | 26  | 29   | 15    |
| 5   | Central Montevideo        | 22    | 7  | 9   | 6   | 23  | 28   | 24    |
| 6   | Miramar Misiones          | 22    | 9  | 4   | 9   | 22  | 27   | 37    |
| 7   | Defensor Sporting         | 22    | 8  | 4   | 10  | 20  | 33   | 29    |
| 8   | Sud América Montevideo    | 22    | 5  | 9   | 8   | 19  | 19   | 20    |
| 9   | CA Bella Vista            | 22    | 5  | 8   | 9   | 18  | 22   | 34    |
| 10  | Racing Montevideo         | 22    | 3  | 7   | 12  | 13  | 22   | 36    |
| 11  | Olimpia Montevideo        | 22    | 3  | 3   | 16  | 9   | 29   | 59    |
| 12  | Capurro Montevideo        | 22    | 2  | 2   | 18  | 6   | 19   | 50    |